# Nemesis II: The Return of the Hero
Nemesis II: The Return of the Hero, simplement titré Nemesis II (ネメシスII) au Japon ou Nemesis II: Interstellar Assault en Amérique du Nord, est un jeu vidéo de type shoot them up développé et édité par Konami en 1991 sur Game Boy.
Il s’agit de la suite de Nemesis, adaptation sur console portable de la série Gradius.

## Système de jeu
Nemesis II conserve le gameplay traditionnel de la série Gradius. Une fois encore le joueur prend le contrôle du Vic Viper et vole à travers cinq étapes différentes pour détruire l'armée de Bactérion.